# Shirakawa-go
Shirakawa-Go é uma aldeia japonesa que se localiza na fronteira dos Alpes do Japão, a uma hora de Takayama. É famosa pelas suas habitações tradicionais, aí chamadas gasshoku, inteiramente construídas em madeira e com o telhado coberto por plantas de arroz, que são trocadas a cada cinco anos. É também nesta área que se localiza o famoso festival Doburoku matsuri.
Foi juntamente com a aldeia de Gokayama, declarada Património Mundial da Humanidade.

## Na Mídia
No anime Higurashi no Naku Koro Ni, a vila de Hinamizawa é baseada na própria Shirakawa-go, só que com outro nome.